# Dwór Dolny we Włodowicach
Zespół dworski Włodowice – zabytkowy zespół dworski z k. XVI wieku ufundowany przez rodzinę von Stillfried z Nowej Rudy we wsi Włodowice (województwo dolnośląskie), w powiecie kłodzkim, w gminie wiejskiej Nowa Ruda. Na zespół dworski składają się współcześnie: zabytkowy dwór, stodoła, obora, ruina pawilonu ogrodowego z k. XVI w., budynek gospodarczy z pocz. XX w. oraz obszar tarasowego ogrodu i dawnego sadu. Indywidualny wpis do rejestru zabytków woj. dolnośląskiego posiada budynek dworu wraz z otoczeniem. Do Gminnej Ewidencji Zabytków wpisany jest obszar zespołu dworskiego, budynek stodoły z 2 poł. XIX wieku, budynek obory (owczarni) z 2 poł. XIX wieku oraz ruiny pawilonu ogrodowego. Niezachowane współcześnie są budynki spichlerza usytuowanego przy południowo-zachodnim narożniku dworu oraz stajni w pobliżu południowo-wschodniego narożnika
Zespół dworski z zlokalizowany jest w południowej części wsi Włodowice. Budynek dworski usytuowany jest na krawędzi tarasu nadzalewowego rzeki Włodzicy a jego bryła wchodzi częściowo w podnóże zachodniego zbocza góry Krępiec.

## Historia
Część wsi Włodowice należała w średniowieczu do posiadaczy dóbr noworudzkich (w 1353  roku v. Donynowie z Nowej Rudy władali we Włodowicach m.in. młynem i sędziostwem), część znajdowała się w rękach rodziny von Walditz (w 1352 roku był wzmiankowany Franczko von Waldicz jako właściciel łanów czynszowych we wsi). W 1456 posiadłości v. Walditzów zostały kupione przez Heinricha v. Donyn. Przez ponad 130 lat wieś była związana z właścicielami zamku w Nowej Rudzie. Po wygaśnięciu męskiej linii von Donynów dobra noworudzkie wraz z Włodowicami w 1472 r. otrzymał Georg Stillfried von Rattonitz, małżonek Anny von Donyn. Ponad sto lat później, w 1586 roku dobra te po swoich krewnych z Tłumaczowa przejął Henryk Starszy Stillfried, który je podzielił. Włodowice Dolne (niem. Niederwalditz) otrzymał jego trzeci syn – Henryk Młodszy i objął tutejszy dwór. W 1622 roku podczas wojny 30-letniej  Henryk Młodszy został napadnięty przez żołnierzy cesarskich we włodowickim dworze i zamordowany. Posiadłości po nim przejął syn Jerzy. Kolejnym właścicielem Włodowic był hrabia Bernhard II, syn Bernharda I, który zmarł bezdzietnie w 1689 roku. Dobra włodowickie przejęli Stillfriedowie z Drogosławia i były w ich rękach do XIX w.
W 1586 roku, na mocy układu o dziedziczeniu z 1581 roku, posiadłości Georga (V) von Stillfried auf Neurode przeszły w ręce jego kuzyna Heinricha von Stillfrieda Starszego auf Mittelsteine (pana na Ścinawce Średniej). W k. XVI w. Heinrich Starszy podzielił wiejskie posiadłości między swych pięciu synów (w 1598 przekazał formalnie w użytkowanie, w 1600 - na własność).

## Po II wojnie światowej
Po II wojnie światowej dwór zasiedlili Polacy. Od 1946 roku mieszkała tu rodzina Fastowiczów, która użytkowała cały budynek. Po niej budynki przejęło PGR ze Ścinawki Średniej. W 1993 roku majątek znalazł się w Agencji Własności Rolnej Skarbu Państwa.

## Opis otoczenia
Budynek dworu zlokalizowany jest w połowie długości podłużnej jednostki folwarczno-ogrodowej o wrzecionowatym kształcie. Kształt obszaru ujętego historycznie w części północnej w kamienny mur podyktowany jest lokalną topografią tj., wypłaszczeniem podnóża zbocza góry Krępiec (645 m n.p.m.) w paśmie Wzgórz Włodzickich wznoszącej się na wschód od budynku dworskiego. Na północ od dworu identyfikowany jest układ dwóch podłużnych tarasów ziemnych stanowiących od co najmniej 1594 roku dwupoziomowy ogród tarasowy o charakterze dekoracyjno-użytkowym. Część centralną dawnego kompleksu dworsko-ogrodowego stanowi przestrzeń dziedzińca folwarcznego ujętego w częściowo czytelny współcześnie pięciobok zabudowań folwarcznych i frontowej elewacji dworu. Dalej w kierunku południowym, za budynkiem zabytkowej obory rozciąga się trapezoidalna łąka pełniąca od co najmniej poł. XIX wieku funkcję powiązanego z folwarkiem terenu gospodarczego.